# Potok (gromada w powiecie sieradzkim)
Potok – dawna gromada, czyli najmniejsza jednostka podziału terytorialnego Polskiej Rzeczypospolitej Ludowej w latach 1954–1972.
Gromady, z gromadzkimi radami narodowymi (GRN) jako organami władzy najniższego stopnia na wsi, funkcjonowały od reformy reorganizującej administrację wiejską przeprowadzonej jesienią 1954 do momentu ich zniesienia z dniem 1 stycznia 1973, tym samym wypierając organizację gminną w latach 1954–1972.
Gromadę Potok siedzibą GRN w Potoku utworzono – jako jedną z 8759 gromad na obszarze Polski – w powiecie sieradzkim w woj. łódzkim, na mocy uchwały nr 38/54 WRN w Łodzi z dnia 4 października 1954. W skład jednostki weszły obszary dotychczasowych gromad Nowa Wieś, Potok i Gozdy ze zniesionej gminy Brzeźnio w tymże powiecie. Dla gromady ustalono 9 członków gromadzkiej rady narodowej.
Gromadę zniesiono 1 stycznia 1958, a jej obszar włączono do gromady Brzeźnio (wieś Nowa Wieś, kolonia Nowa Wieś, osada Nowa Wieś, parcelacja Nowa Wieś, wieś Borowiska, wieś Gozdy i kolonia Legionów) i do nowo utworzonej gromady Złoczew (wieś Potok).